# Robert de Ogle

Escudo de armas temprano de Ogle: Argenta, un fess entre tres medias lunas de gules

Sir Robert de Ogle (c. 1305-1362) fue un soldado y terrateniente feudal inglés en Northumbria que luchó en los conflictos fronterizos con Escocia. Capturó a cinco caballeros escoceses cerca de Newcastle en 1341 y obtuvo licencia para almenar Ogle House. Se distinguió al resistir la incursión en Cumberland de Sir William Douglas en 1345, luchó en Neville's Cross en 1346, tomó prisioneros a tres nobles y retuvo el castillo de Berwick contra los escoceses en 1355.

## Biografía
Robert de Ogle era el jefe de una familia de Northumberland establecida desde hacía mucho tiempo en Ogle, en la parroquia de Whalton, 8 millas (12,9 km) al suroeste de Morpeth. La familia adquirió importancia como consecuencia de la guerra fronteriza con Escocia. Cuando David Bruce penetró hasta Newcastle en agosto de 1341, Ogle se distinguió por efectuar la captura de cinco caballeros escoceses, y en el mismo año Eduardo III le dio permiso para almenar su casa solariega en Ogle, junto con el privilegio de tener una madriguera libre en sus tierras de dominio. Aún quedan por ver algunos restos del castillo de Ogle, que estaba rodeado por dos fosos. Ogle compartió con John de Kirkby, obispo de Carlisle, los honores de la resistencia a la incursión escocesa en Cumberland en 1345, cuando Sir William Douglas, el caballero de Liddesdale, quemó Carlisle y Penrith. En una escaramuza con un destacamento de invasores, en la que el obispo estaba desmontado, Ogle atravesó el cuerpo del líder escocés Alexander Stragan (Strachan), pero él mismo resultó gravemente herido. Luchó en la batalla de Neville's Cross, o Durham, como se la llamó oficialmente, el 17 de octubre de 1346, y tomó tres prisioneros: el conde de Fife, Henry de Ramsay y Thomas Boyd. Existe la tradición de que el rey David cautivo fue llevado en primer lugar al castillo de Ogle.
Ogle estaba al mando en Berwick como lugarteniente de William, Lord Greystock, que estaba con el rey en Francia, cuando los escoceses tomaron la ciudad por sorpresa la noche del 6 de noviembre de 1355. Ofreció una firme resistencia, en la que cayeron dos de sus hijos, y logró defender el castillo hasta que llegó la ayuda. Greystock fue condenado a la pérdida de su vida y sus propiedades, pero luego fue indultado alegando que tenía órdenes del rey de ir a Francia.

## Legado
Ogle murió en 1362. Su hijo Robert, que falleció antes que él, se casó con Ellen, hija única y heredera de Sir Robert Bertram de Bothal, tres millas al este de Morpeth, quien en 1343 obtuvo una licencia para construir el castillo allí. Aún se conserva una espléndida puerta de entrada, adornada con escudos de armas contemporáneos. Su hijo Robert, que sucedió a su abuelo, era menor de edad y John Philipot se convirtió en su tutor. El castillo de Bothal llegó a él tras la muerte del tercer marido de su madre, David Holgrave, en 1405 o 1406, e inmediatamente lo confió a su hijo menor, John, que había tomado el apellido de su abuela, Bertram. Pero el día después de la muerte de Ogle, el 31 de octubre de 1409, su hijo mayor, Sir Robert, la sitió y expulsó a su hermano. Bertram llevó el asunto ante el parlamento y el castillo permaneció en su familia hasta que se extinguió en la línea masculina directa. Esto fue antes de 1517, cuando el cuarto Lord Ogle se autodenominó «Señor de Ogle y Bottell». Robert, primer Lord Ogle, sin embargo, parece haber estado en posesión al menos temporalmente en octubre de 1465.

## Galería

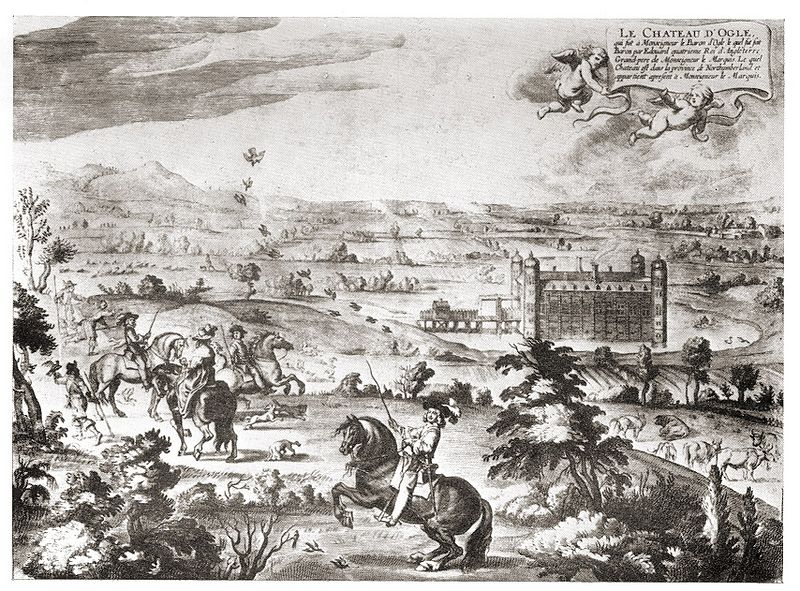
Vista del castillo de Ogle, siglo XVII.
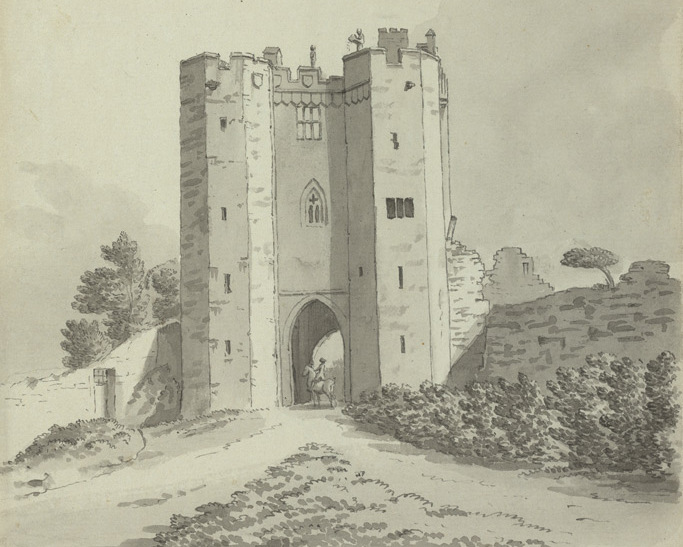
Vista del castillo de Bothal, siglo XVIII.
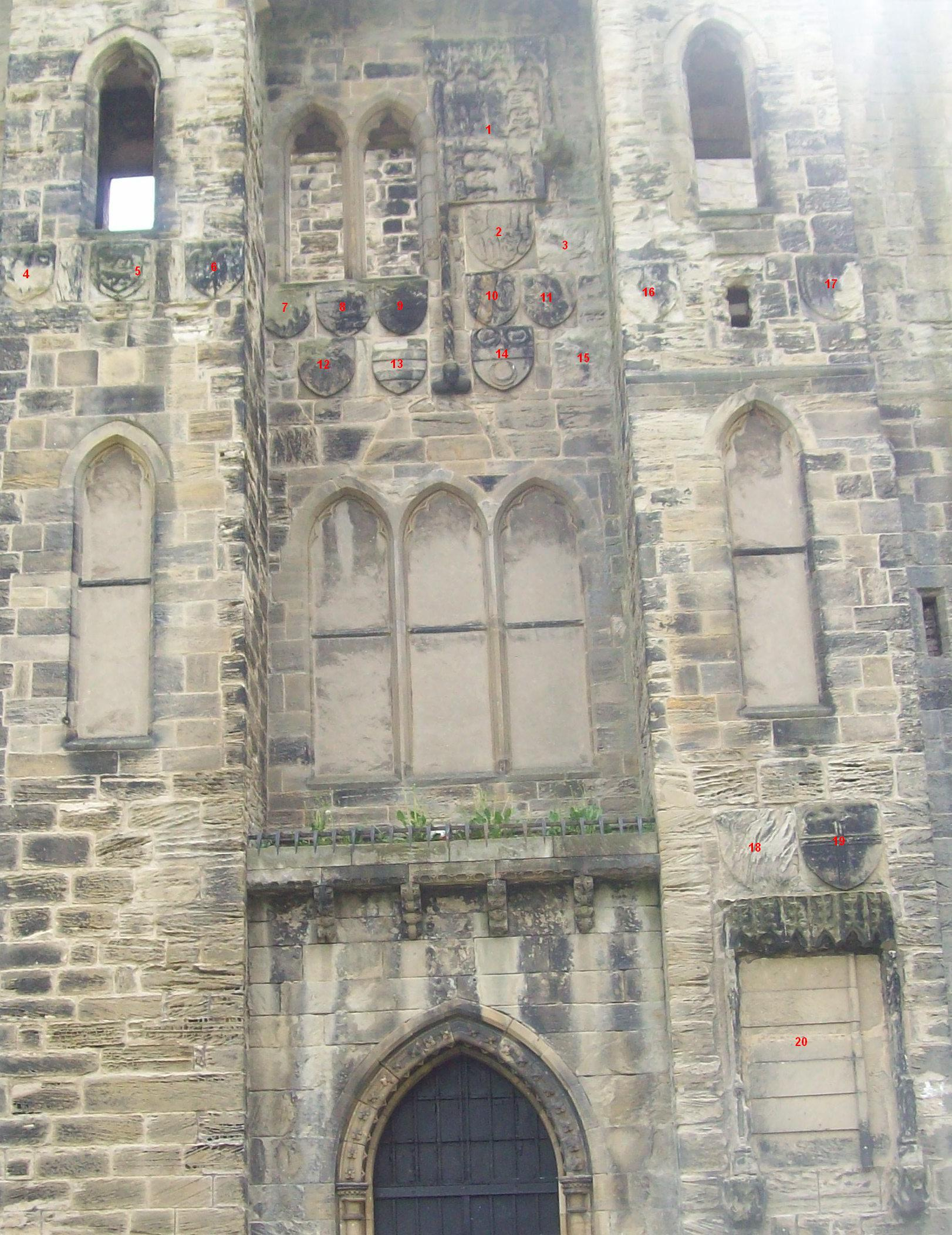
Fachada oeste del castillo de Hylton, 2008
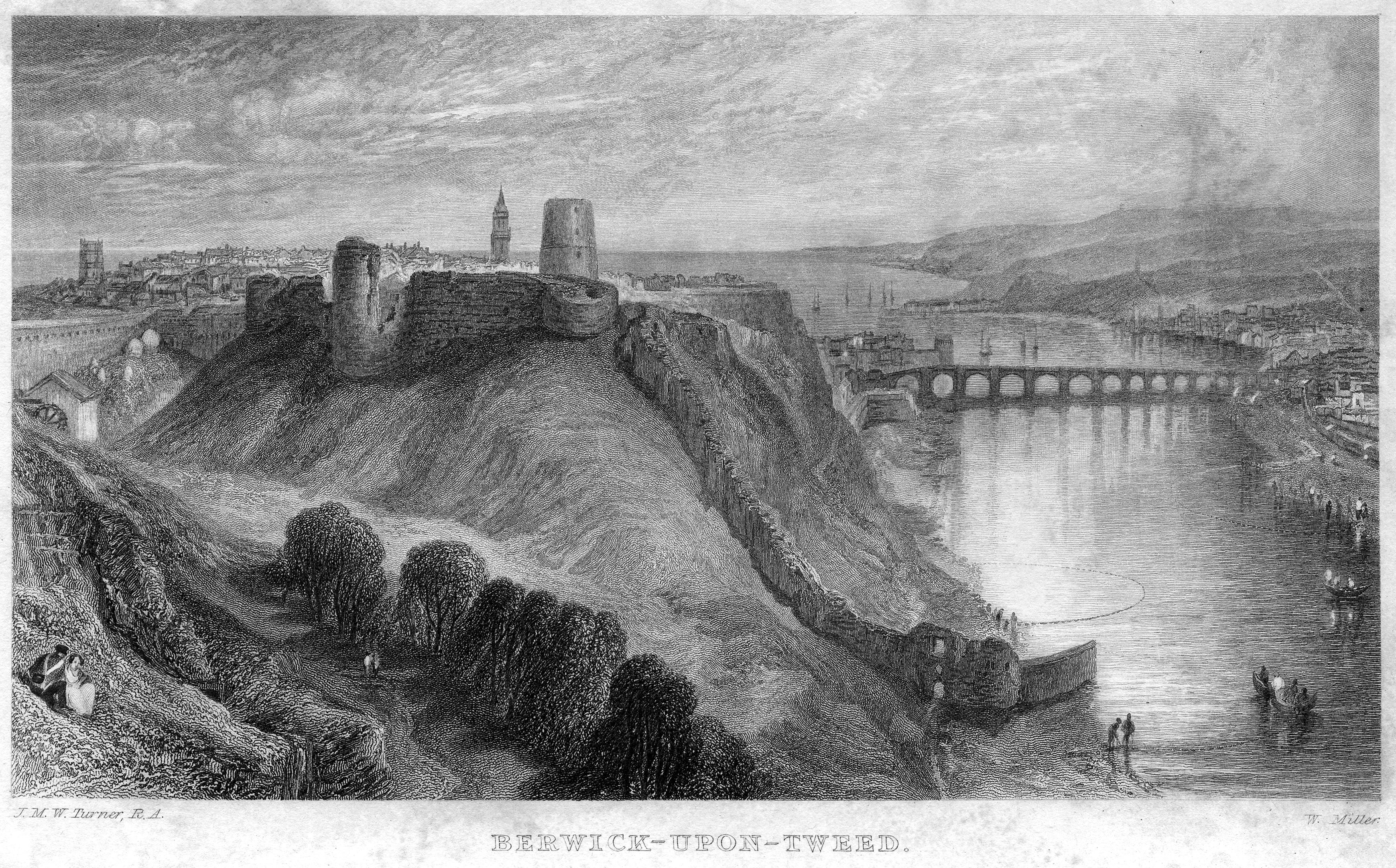
Vista del castillo de Berwick, 1833

### Citas
1. ↑  Wagner, 2009, p. 388.
2. 1 2 3 4  Tait, 1895, p. 42.
3. ↑  Wyntoun, ii. p. 467; Arch. Æl., xiv. pp. 15, 360; Dugdale, ii. p. 262.
4. ↑  Walsingham, i. p. 266.
5. ↑  Fœdera, v. p. 533.
6. ↑  Dugdale, i. p. 741.
7. ↑  Rot. Parl. iii. p. 11.
8. ↑  King, 2002, p. 265.
9. ↑  Cal. Inquisitionum post mortem, ii. 254.
10. ↑  Arch. Æl., xiv. pp. 283 seq.
11. ↑  Dugdale, ii. p. 262; cf. Cal. Inquis. post mortem, ii. pp. 288, 319.
12. ↑  Rot. Parl. iii. p. 629; Hodgson, II. ii. p. 170.

## Lectura adicional
- Coulson, Charles LH (2003). «2. Ladies of Fortresses and Castle Children». Castles in Medieval Society: Fortresses in England, France, and Ireland in the Central Middle Ages. Oxford University Press. págs. 339–383.
- King, Andy (2002). "'Pur Salvation du Roiaume'". En Given-Wilson, Chris (ed.). Fourteenth Century England. vol. 2 . Woodbridge: The Boydell Press. pag. 26.
- King, David James Cathcart (1983). Castellarium Anglicanum. vol. 2 . Londres: Kraus. págs.324, 339, 366.
- Page, William, ed. (1928). A History of Durham. vol. 3 . The Victoria History of the Counties of England. Londres: The St. Catherine Press. págs. 285–293.
- Wallis, John (1769). The Natural History and Antiquities of Northumberland. vol. 2 . Londres: W. y W. Strahan. págs. 97, 330–336.

- Datos: Q75918879